# Nobiin
Het Nobiin is een taal die gesproken wordt door de Nubiërs in het noorden van Soedan en het zuiden van Egypte. Het aantal sprekers is ongeveer 495.000 mensen. Het Nobiin stamt af van het Oud-Nubisch en is een Oost-Soedanese taal. De positie van het Nobiin wordt bedreigd door de vergaande arabisering van de Nubiërs. 